# Castello di San Giusto

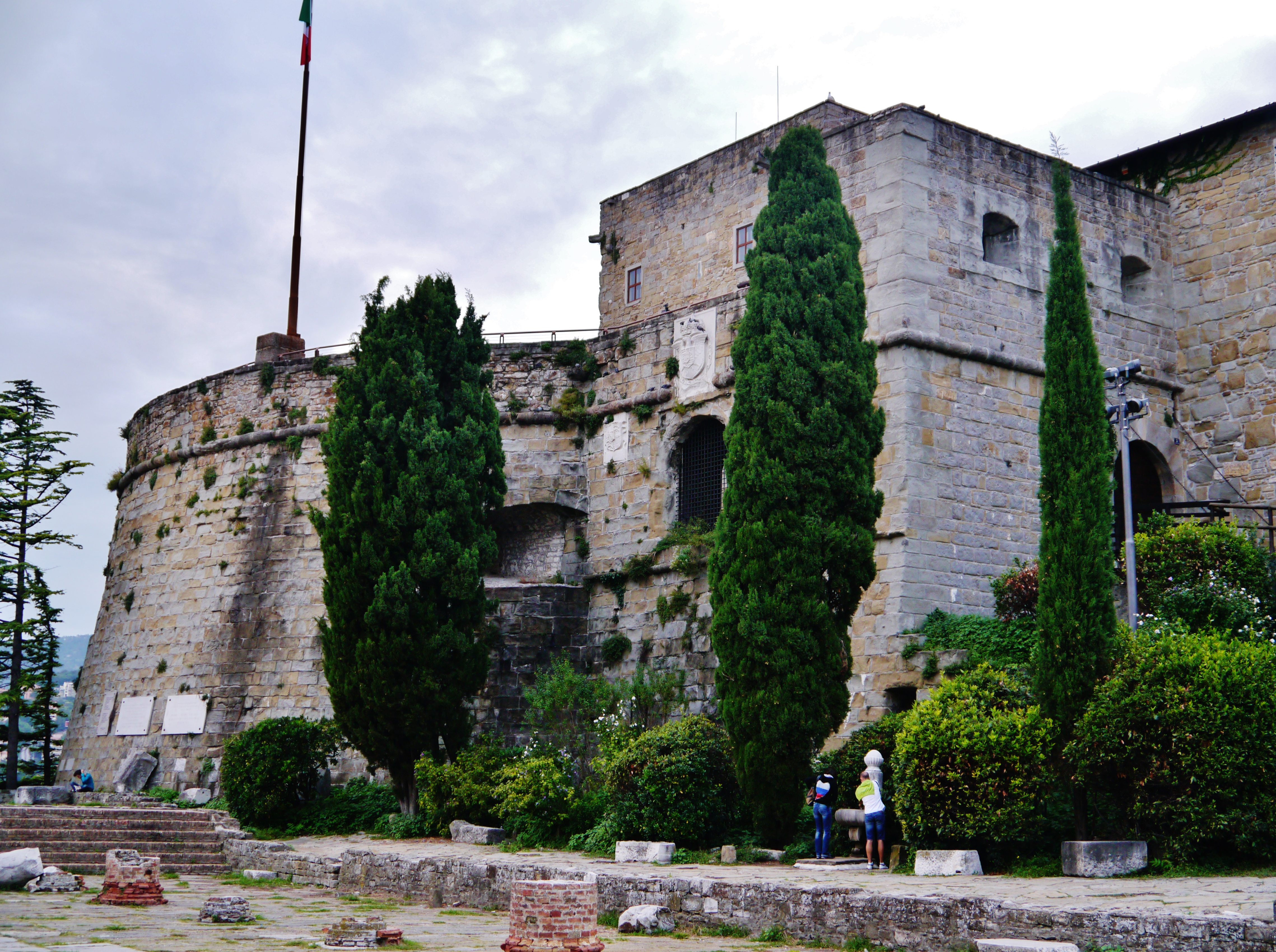
Castello di San Giusto, in Triëst, Italië

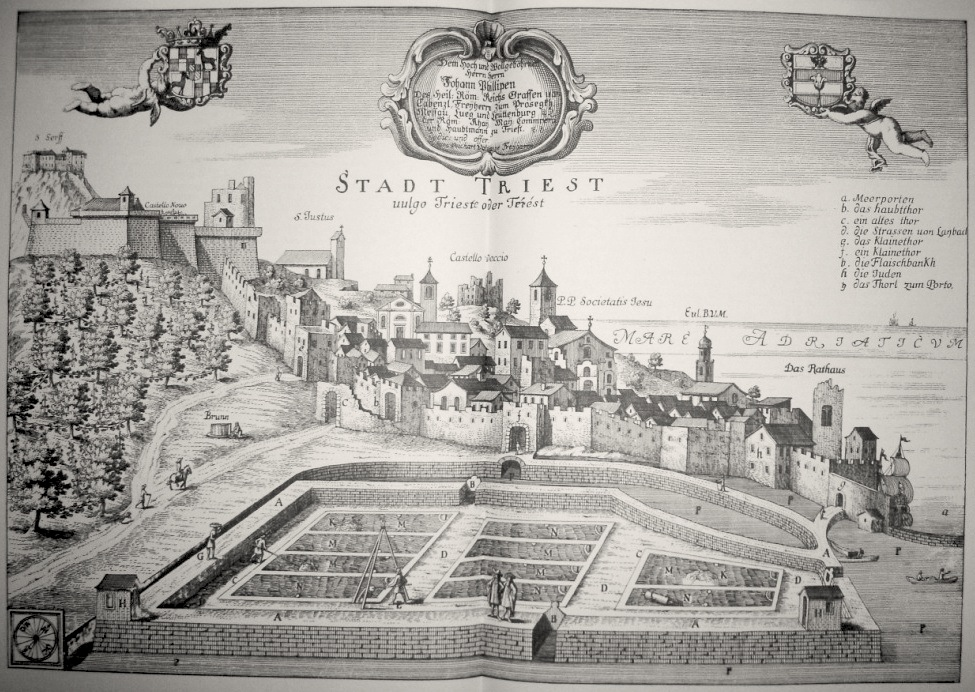
Bij het einde van de bouwwerken (17e eeuw). Het fort staat links, op het hoogste punt van de ommuurde stad.

Het Castello di San Giusto of het Sint-Justus-kasteel (Nieuwe Tijd) bevindt zich in Triëst, in de Noord-Italiaanse regio Friuli-Venezia Giulia. Het fort staat op een heuvel in het centrum, naast de gelijknamige kathedraal, die ouder is. Het castello is gelegen aan de Piazza della Cattedrale.
Het Castello di San Giusto was het fort van de kapitein in dienst van de Oostenrijkse Habsburgers, keizers van het Heilige Roomse Rijk. Vanuit het castello hadden de kapitein en zijn keizerlijke troepen een uitzicht over de Golf van Triëst en het Karstgebergte. Het huis van de kapitein heet Casa del Capitano.
Het castello heeft een driehoek als basis, met de kazerne ingesloten in de wallen. Elk van de drie hoekpunten is uitgebouwd met een bastion. Het stond op het hoogste punt van de stadsmuren destijds.

## Historiek
Tevoren stonden op deze heuvel een Romeinse tempel en een klein Venetiaans fort.
Aan het Sint-Justus-kasteel werd gebouwd in verschillende fasen van het jaar 1468 tot 1636.
In 1382 kwam Triëst onder het keizerlijk gezag van Leopold III van Oostenrijk, hertog van Oostenrijk. De druk vanuit de Republiek Venetië op Triëst bleef duren nadien. Daarom besloot keizer Frederik III van Habsburg een fort te bouwen (1468). De stad moest opdraaien voor de kosten. Er verscheen het huis van de kapitein en een toren aan de noordkant van de driehoekige heuvel. Dit laatste is het rond bastion van het kasteel. Aangezien de Venetianen het fort kort bezetten (1508-1509) en de ronde toren verder bouwden, draagt de noordelijke toren de naam Venetiaanse toren (Bastione Rotondo of Veneto). In de loop van de 16e eeuw werd de toren op de zuidoostelijke hoek gebouwd; deze draagt de naam Lalio di Hoyos. De Lalio di Hoyos heeft een veelhoek als grondvorm. Tevens werden de ophaalbrug en ingangspoort gebouwd. Begin 17e eeuw verrees de derde toren op de heuvel: de Bastione Fiorito di Pomis, die op zich ook een driehoekige vorm heeft. In 1636 was het fort klaar. Het bevatte een kleine kapel, de San Giorgio-kapel.
Tot ver in de jaren 1750 huisvestte het Castello di San Giusto een regiment van de Oostenrijkse keizer. Er vonden geen veldslagen van betekenis plaats. Het castello had een belangrijke functie als gevangenis.
In de 19e eeuw vonden er feestelijkheden plaats in het kapiteinshuis voor de Oostenrijks-Hongaarse elite. Tevens werden twee beelden van klokkenluiders geplaatst in de inkomhal. Deze twee beelden (met klok) waren afkomstig van de klokkentoren van het gemeentehuis. Ze worden genoemd Micheze en Jacheze.
In 1932 besliste de regering van het koninkrijk Italië dat de stad Triëst de eigenaar werd van het Castello di San Giusto. De stad opende er in 1936 het gemeentelijk museum; vanaf de jaren 1950 vonden op de binnenplaats geregeld concerten plaats.
Het museum bevat diverse collecties en heet Civico Museo del Castello di San Giusto. Er zijn vooreerst de salons met Venetiaanse meubels; deze zijn een schenking van Giuseppe Caprin (1843-1904), een bemiddeld journalist. Het castello bevat een wapenzaal met wapens van de middeleeuwen tot de 19e eeuw. Er is eveneens een schilderijencollectie met als blikvanger de werken van Andrea Celesti (1637-1712), een Venetiaanse meester die in de stijl van Veronese schilderde. Daarnaast is er het Lapidario Tergestino waar Romeinse grafmonumenten en bas-reliëfs te vinden zijn.

## Fotogalerij

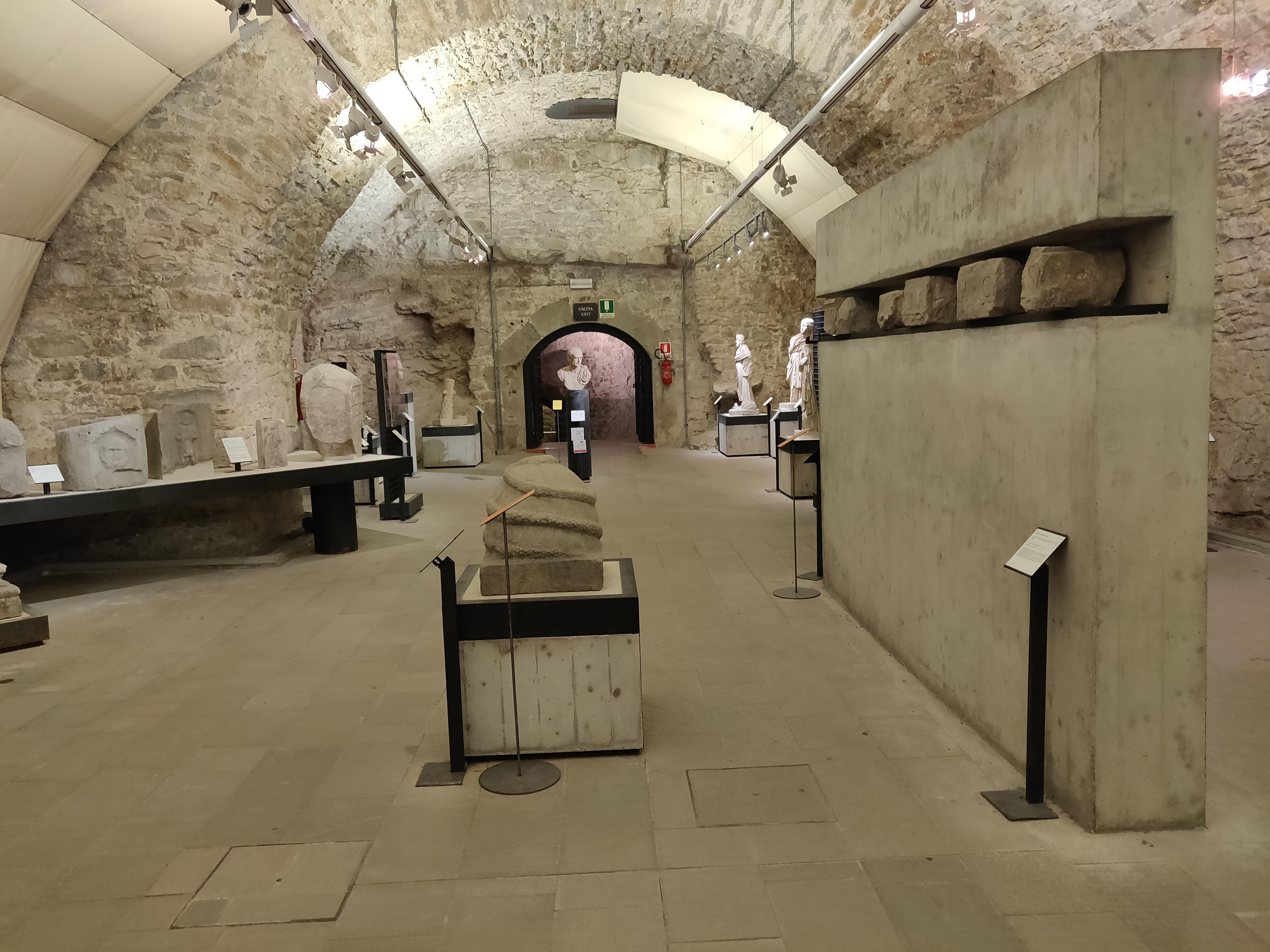
Lapidarium
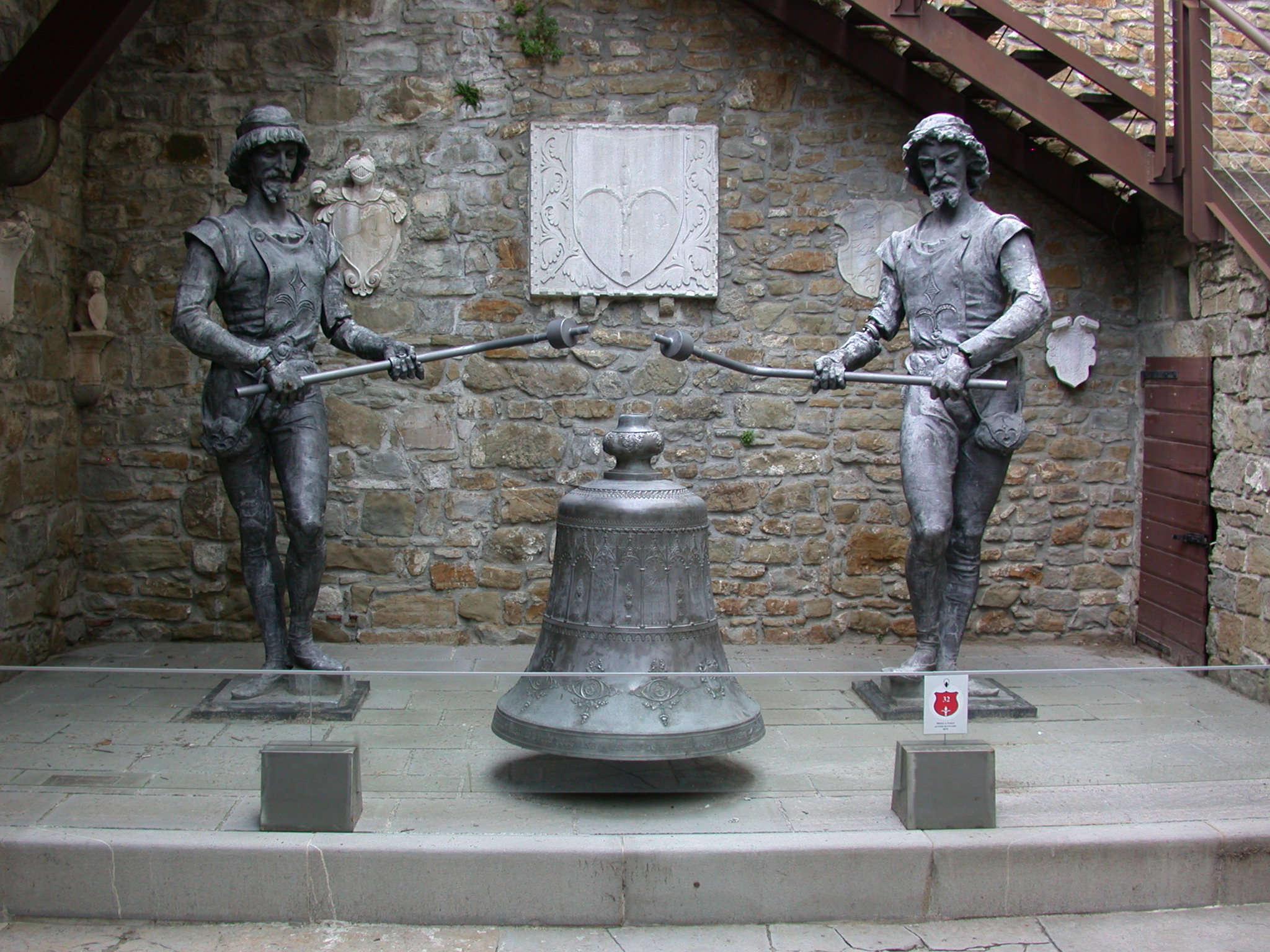
Micheze en Jacheze
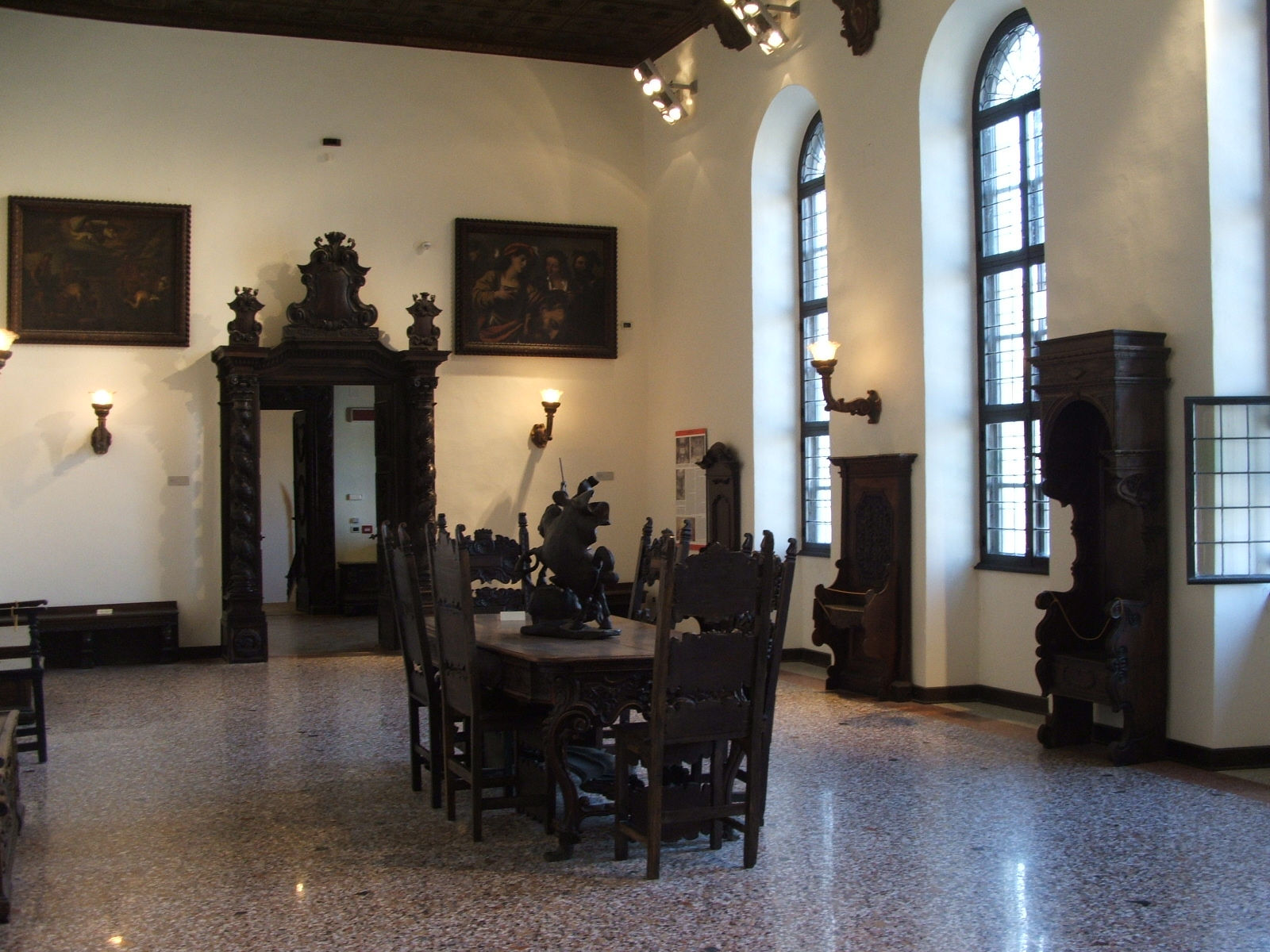
Venetiaans salon
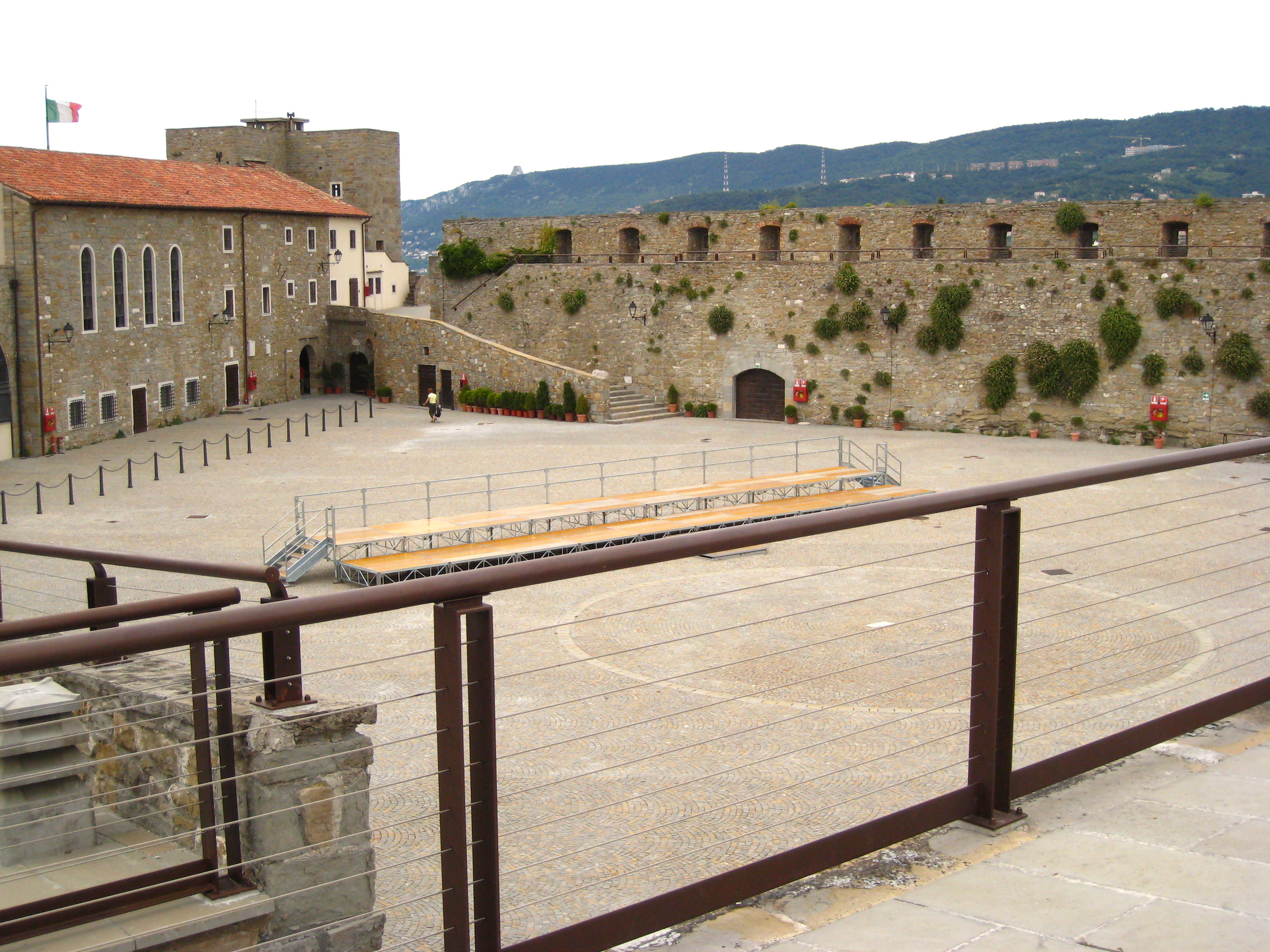
Binnenplaats